# 皮廖
皮廖（義大利語：Piglio），是意大利拉齐奥大区弗罗西诺内省的一个市镇。总面积35.17平方公里，人口4787人，人口密度136.1人/平方公里（2009年）。ISTAT代码为060053。